# Años 660 a. C.
Los años 660 antes de Cristo transcurrieron entre los años 669 a. C. y 660 a. C. 

## Acontecimientos
- 660 a. C. Centroamérica. La cultura maya y azteca son una sola cultura y empiezan a tener diferencias entre el norte y el sur de esta sociedad.
- 669 a. C.: Asurbanipal sucede a su padre Asarhaddón como rey de Asiria.
- 668 a. C.: 
  - Asurbanipal comienza a gobernar.
  - Egipto se revuelve contra Asiria.
  - Nínive, capital de Asiria, se convierte en la ciudad más grande del mundo, aventajando a Tebas en Egipto (Estimación según  Archivado el 18 de agosto de 2016 en Wayback Machine.).
  - Relieve asirio en alabastro de la Gran cacería de los leones. Resalta especialmente esta pieza por la expresividad de la leona herida, uno de sus detalles.[1]
  - Shamash-shum-ukin (hijo de Asarhaddón) se convierte en rey de Babilonia.
- 667 a. C.: Los asirios conquistan el Imperio egipcio.
- 667 a. C.: colonos griegos de Megara fundan Bizancio bajo Byzas (fecha tradicional).
- 667 a. C.: fecha tradicional del combate entre Horacios y Curiacios.
- 665 a. C.: los jonios fundan Estagira
- 665 a. C.: destrucción de Alba Longa.
- 664 a. C.: en Egipto, Asurbanipal captura y saquea Tebas. Ordena transportar desde Egipto dos obeliscos para decorar Nínive.
- 664 a. C.: Psamético I sucede a Necao I como rey del Bajo Egipto.
- 664 a. C.: Taharqa termina su reinado como faraón en Napata, y nombra a su sobrino Tantamani (Tanutamani o Tanwetamani) como sucesor del Alto Egipto. Este reconquista Egipto. El príncipe de Sais Necao es muerto delante de Menfis.
- 664 a. C.: en Sicilia, colonos griegos procedentes de la ciudad de Gela fundan la aldea de Enna.
- 664 a. C.: Derrota naval de Corinto frente a los corcireos por el control comercial del istmo. Se trata del más antiguo combate naval según el historiador ateniense Tucídides.
- 663 a. C.: Asurbanipal y los asirios destruyen Tebas y conquistan el Antiguo Egipto. Termina la dinastía XXV de Egipto
- 660 a. C.: 
  - Comienza el reinado de Jimmu, primer emperador de Japón. Fecha tradicional de la fundación de Japón.
  - Esparta se convierte en un Estado militar, bajo el dominio político de una minoría.[1]
  - Primer uso conocido de la escritura demótica.
  - Psamético I expulsa a los asirios fuera de Egipto.

## Personajes relevantes
- 668 a. C.: muerte de Asarhaddón, rey de Asiria; comienzo del reinado de Asurbanipal.
- 664 a. C.: muerte de Neco I, rey de Egipto.
- 664 a. C.: Arquíloco de Paros, primer poeta lírico griego, nacido en 712 a. C.
- 663 a. C.: Taharqo, faraón de Egipto.
- 660 a. C.: Jimmu primer emperador del Japón.